# St. Peter und Paul (Wegberg)

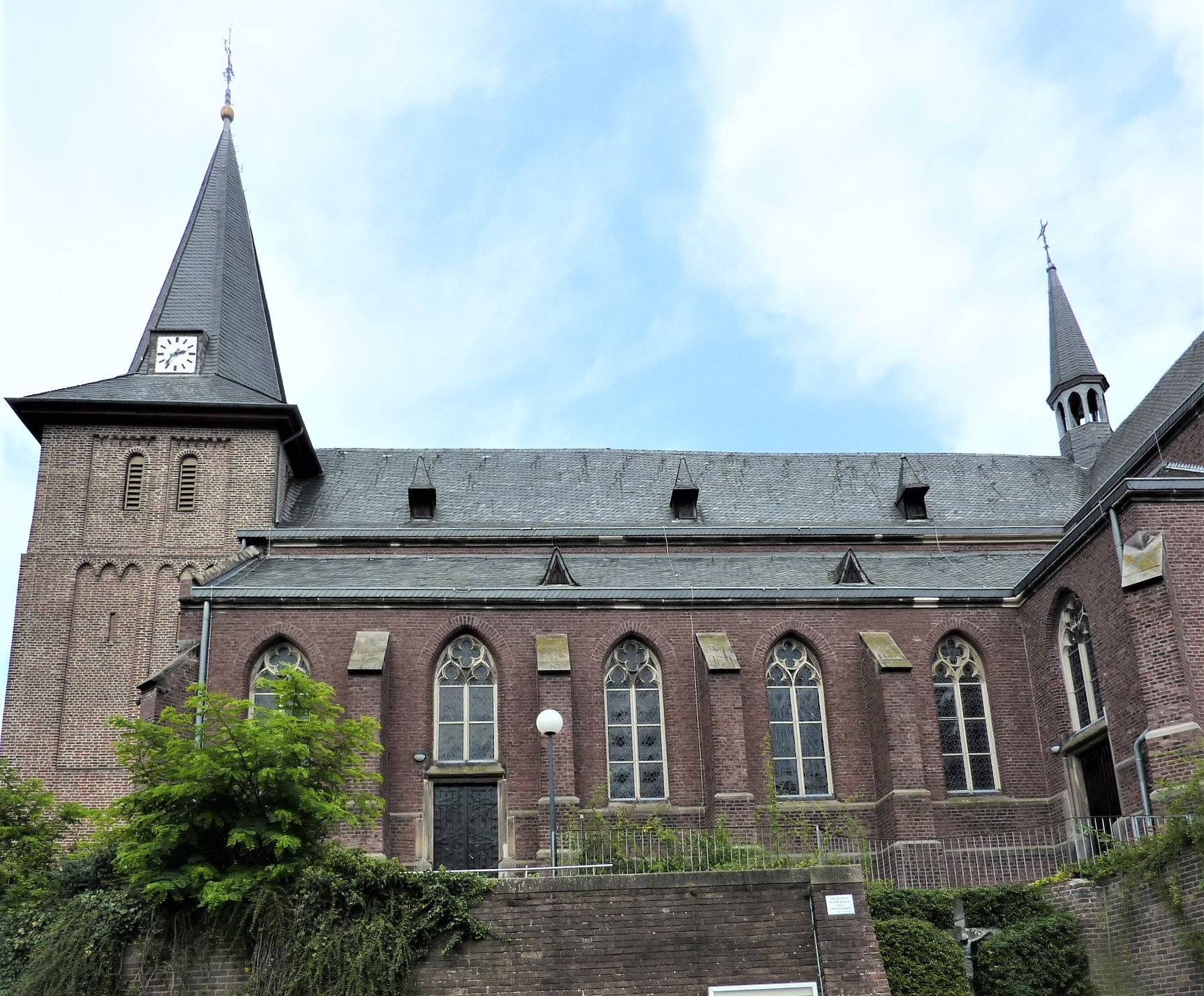
St. Peter und Paul in Wegberg

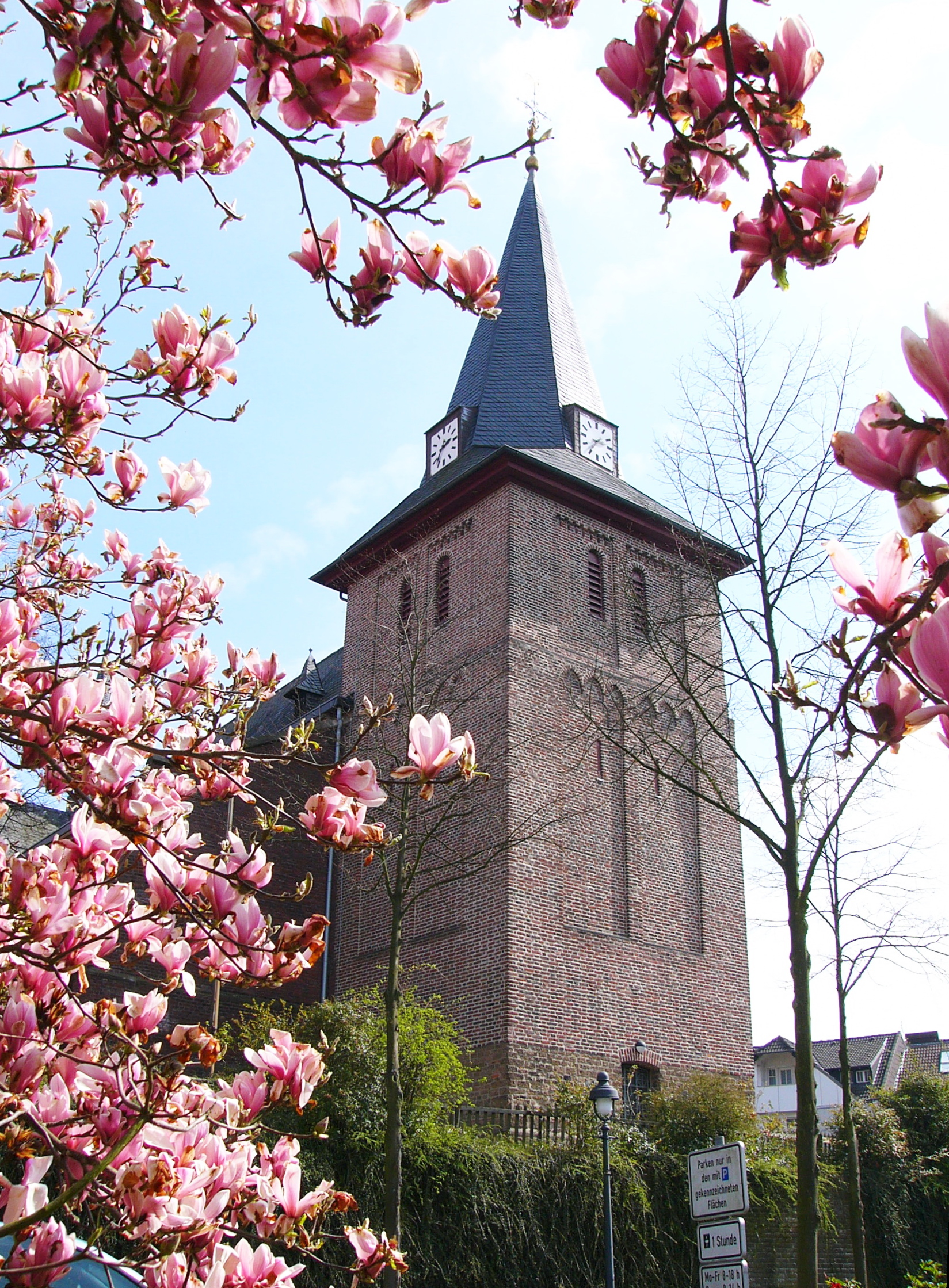
Glockenturm

St. Peter und Paul ist die römisch-katholische Pfarrkirche der Stadt Wegberg im Kreis Heinsberg (Nordrhein-Westfalen).
Die Kirche ist unter Nummer 135 in die Liste der Baudenkmäler in Wegberg eingetragen.

## Geschichte
Eine Kirche in Wegberg wurde erstmals im Jahr 1361 zusammen mit einem Kirchspiel erwähnt. Diese Kirche war vermutlich eine frühromanische Saalkirche. In der ersten Hälfte des 16. Jahrhunderts wurde dieses Gotteshaus durch eine spätgotische Hallenkirche mit einem für die Region typischen Wechsel aus Tuff- und Ziegelsteinbändern ersetzt. Im 17. Jahrhundert wurde der heutige Glockenturm errichtet. In den Jahren 1856 bis 1857 wurde die Kirche umgebaut. Dabei wurde das südliche Seitenschiff neu errichtet und ein Querschiff mit neuem Chor im Baustil der Neugotik angebaut. Die Pläne zu diesen Umbauten lieferte der Aachener Baumeister Gustav Faulenbach. Am 26. Februar 1945 wurde das Gotteshaus aufgrund des Zweiten Weltkriegs beschädigt. Diese Schäden konnten bis 1956 behoben werden.
Seit dem 1. Januar 2013 ist Wegberg keine eigenständige Pfarrgemeinde mehr. Sie wurde mit einigen anderen ehemaligen Pfarreien zur Pfarre St. Martin Wegberg fusioniert. St. Peter und Paul ist seitdem die Pfarrkirche dieser neuen Großpfarre.

## Ausstattung
Im Innenraum hat sich nahezu die komplette Ausstattung aus der zweiten Hälfte des 19. Jahrhunderts erhalten. Davon zu erwähnen sind der neugotische Hochaltar, die Kanzel die Wandfliesen mit ornamentalen Motiven, sowie die Schablonenmalerei. Die Fenster sind Werke des Künstlers Ernst Jansen-Winkeln aus dem Jahr 1950. Die Orgel mit ihren 21 Registern schuf die Aachener Orgelbaufirma Stahlhut 1935.

### Heiliges Grab

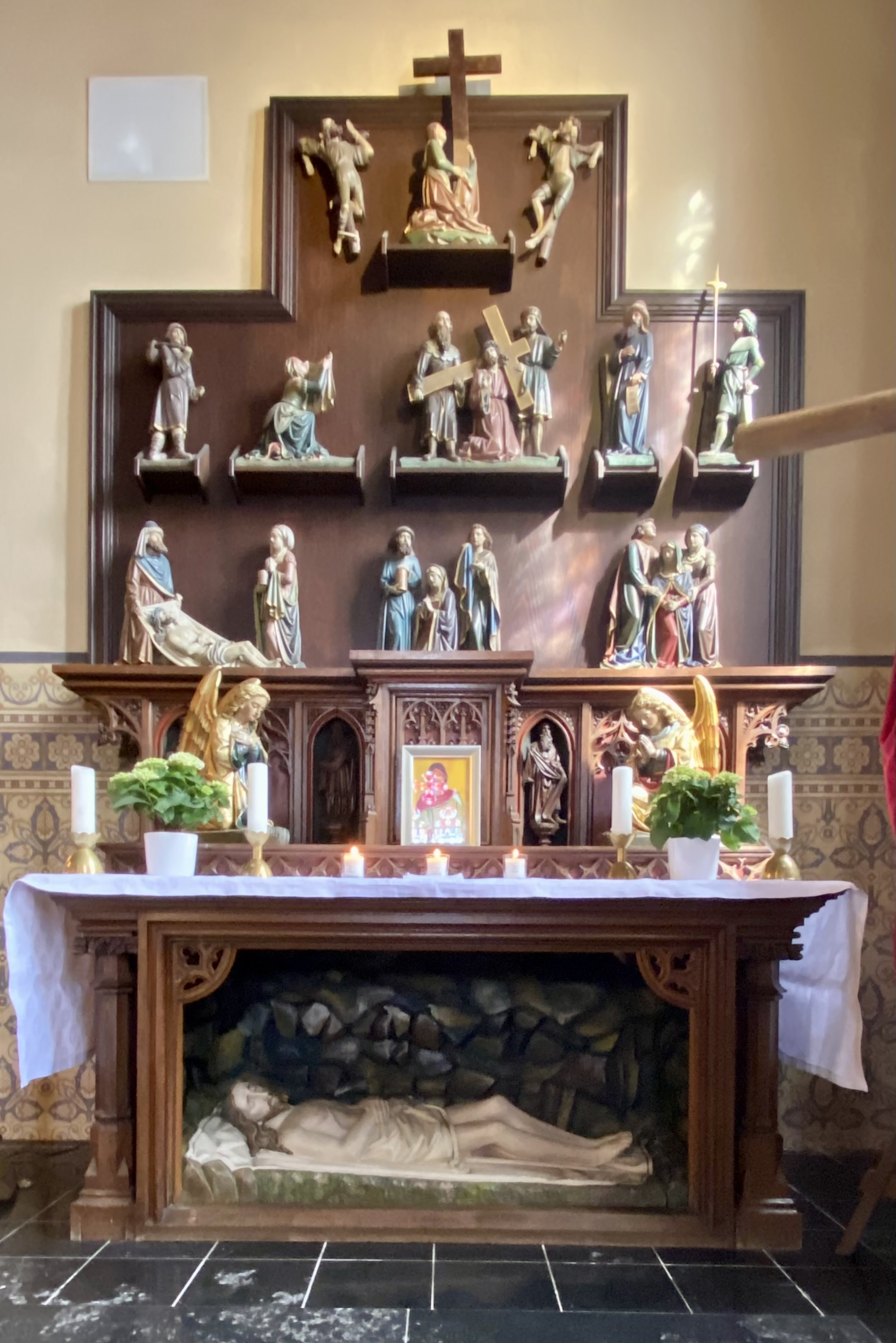
Südlicher Seitenaltar mit geöffneter Blende
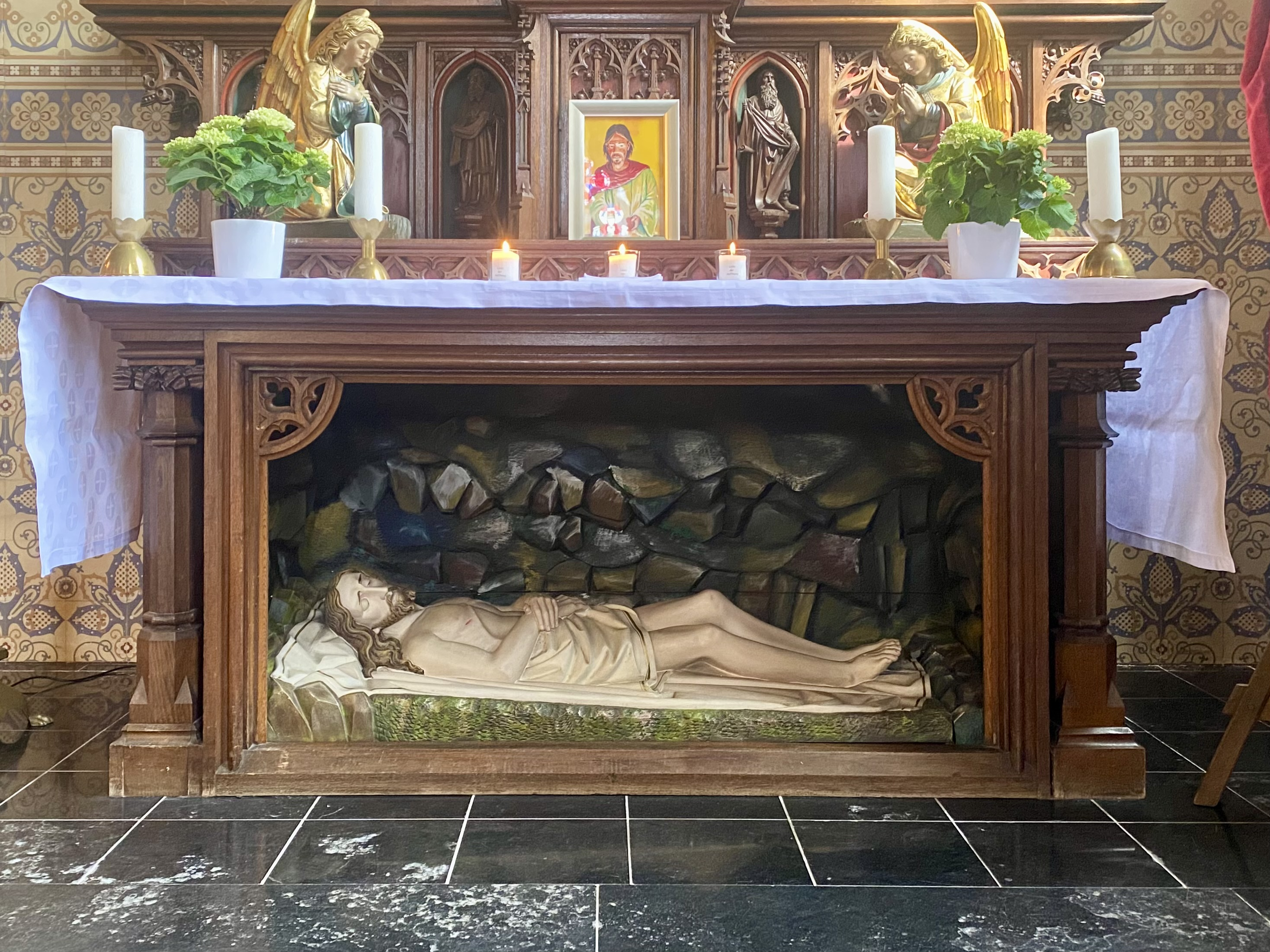
Heiliges Grab
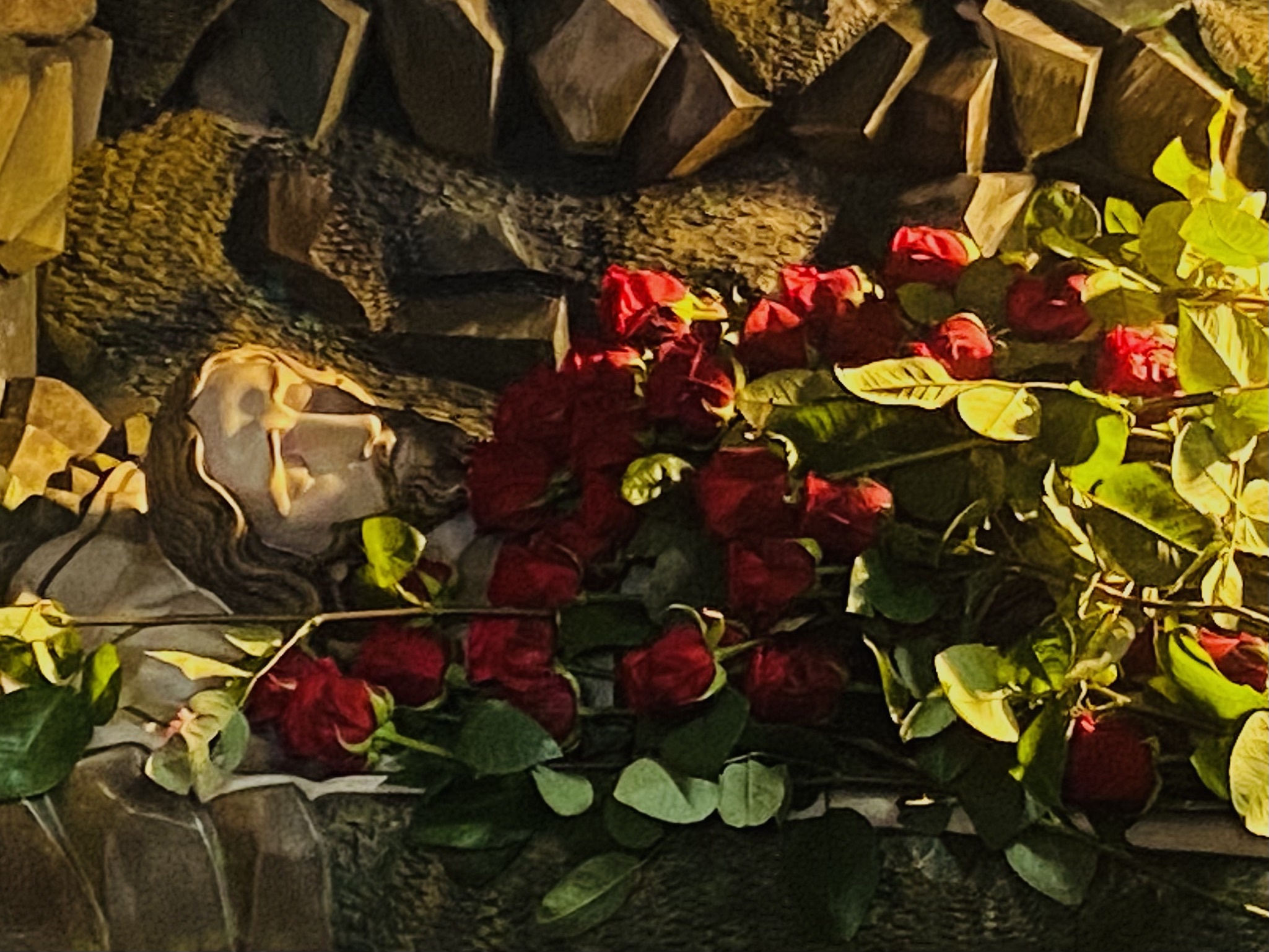
Heiliges Grab, Verehrung Karfreitag 2025

Nach der Fertigstellung des Seitenschiffs 1859, wurde der südliche Seitenaltar vom Bildhauer Wilhelm Josef Wings  geschaffen. Durch die Schäden aus dem Zweiten Weltkrieg haben sich von dem neugotischem Seitenaltar der untere Teil des Retabels und die Mensa erhalten. Unter der Mensa befindet sich das aus Holz geschnitzte Heilige Grab. In einer aus geschichteten Steinen gebildeten Höhle liegt der Leichnam Christi auf einem Leichentuch. Während des Jahres ist das Heilige Grab durch eine Blende mit Schnitzwerk verdeckt. In der Karwoche wird diese am Karfreitag und Karsamstag entfernt und gibt den Blick frei.
Zur Verehrung legen die Gläubigen nach der Karfreitagsliturgie Rosen im Grab ab.

## Glocken
| Nr. | Name     | Durchmesser (mm) | Masse (kg, ca.) | Schlagton (HT-1/16) | Gießer                               | Gussjahr |
| --- | -------- | ---------------- | --------------- | ------------------- | ------------------------------------ | -------- |
| 1   | Petrus   | 1.335            | 1.500           | d' +4               | -                                    | 1421     |
| 2   | Maria    | 1.195            | 1.050           | f' +1               | in Deventer                          | 1411     |
| 3   | Paulus   | 1.022            | 650             | g' +3               | Fa. Petit & Gebr. Edelbrock, Gescher | 1959     |
| 4   | Antonius | 905              | 450             | a' +3               | Fa. Petit & Gebr. Edelbrock, Gescher | 1959     |